# Robert Tolf
Robert Tolf, född den 12 december 1849 i Svenarum, Jönköpings län, död den 21 december 1903 i Jönköping, var en svensk botanist, direktör, bryolog, tecknare och målare. Auktorsnamnet Tolf kan användas för Robert Tolf i samband med ett vetenskapligt namn inom botaniken; se Wikipediaartiklar som länkar till auktorsnamnet.
Han var son till gästgivaren Peter Daniel Tolf och Helena Malmberg och gift med Vilhelmina Albertina Elander. Tolf avlade studentexamen i Jönköping 1883 och skrevs in som student vid Lunds universitet 1884 men tvingades på grund av fattigdom avbryta sina studier. Han arbetade därefter som färgare och privatlärare i Inglatorp fram till 1890 då han anställdes som assistent i botanik och geologi vid Svenska mosskulturföreningen i Jönköping. Han blev direktör för Jönköpings frökontrollanstalt 1895 och fick med tiden ett internationellt rykte som en kunnig bryolog. Han var mycket verksam på dessa institutioners arbetsområden, publicerade han även många uppsatser (i Svenska mosskulturföreningens tidskrift, i "Botaniska notiser", i "Tidskrift för landtmän" med flera publikationer) samt Öfversigt af Smålands mossflora (i "Bihang till Vetenskapsakademiens handlingar" 1891). Från 1896 skrev han ett stort antal botaniska skrifter med huvudinriktning om olika typer av mossor. För gamla Familjejournalen skrev han dikter och bidrog med en del illustrationer. Hans kraftigaste spår i den svenska konsthistorien lämnade han dock som lärare till Albert Engström i matematik, men eftersom båda var poetiskt och konstnärligt intresserade väckte Tolf Engströms intresse för naturen och den småländska kulturen. Engström beskrev själv i ett föredrag om Småland att Tolf  är den lärare som mest inverkat på honom och beskriver honom som en bland de mäst unika människor jag träffat i mitt liv. 